# Père Fouettard
Père Fouettard o Père Fouchette è un personaggio immaginario del folklore natalizio francese, ed in particolare della Lorena, che compare il 6 dicembre come aiutante del portatore di doni san Nicola.
Si tratta di un personaggio ricollegabile ad altre figure di aiutanti "scuri", come: Hans Trapp (Alsazia), Zwarte Piet (Paesi Bassi e Belgio), Knecht Ruprecht (Germania del Nord), Houseker (Lussemburgo), Krampus o Klaubauf (Baviera e Austria), Belsnickel o Pelznickel (Germania sud-occidentale), Schmutzli (Svizzera), ecc. Inoltre, può ricollegarsi anche a figure femminili come Frau Holle o Klausenweiblein (Germania e Franca Contea).

## Etimologia
Il nome "Fouettard" deriva dai vocaboli francesi fouet, fouetter, che significano "frusta" e "frustare". Infatti, secondo la tradizione, ogni Natale, mentre San Nicola distribuisce i doni ai bambini buoni, Père Fouettard lo accompagna e minaccia con una frusta i bambini cattivi.

## Origini e caratteristiche
Come altri personaggi simili, Père Fouettard rappresenta l'alter ego "cattivo" e "oscuro" del portatore di doni, personaggio che alcuni studiosi hanno messo in relazione con il dio Pan e con la figura di Herne il Cacciatore.
Viene raffigurato con un lungo vestito nero e coperto con un cappuccio. Il viso è scuro, allungato e severo, con una barba grigia o nera incolta e capelli irsuti. Spesso porta con sé delle catene o dei campanellini, che agita minacciando i bambini monelli di portarli via dentro un grande sacco di juta.

## Storia
La prima attestazione storica del personaggio risalirebbe, secondo una leggenda, all'assedio di Metz del 1552 ad opera delle truppe dell'Imperatore Carlo V.
Stando a quanto si racconta, nel corso del lungo assedio, per far coraggio alla popolazione e per farsi beffe dell'imperatore,  la corporazione dei conciatori avrebbe creato un fantoccio raffigurante Carlo V. Nelle loro intenzioni, questo personaggio andava in giro per la città, armato di una frusta, dando la caccia a giovani fanciulle e damigelle. La città lo avrebbe portato in corteo, dandolo poi alle fiamme. Da qui sarebbe nata la figura "scura" con cui è rappresentato Père Fouettard.
L'assedio si rivelò per Carlo V un fallimento, e così l'anno dopo la figura del Pére Fouettard fu ripresa per celebrare la vittoria contro l'imperatore, associandolo alla figura di San Nicola, che si riteneva tradizionalmente portasse i suoi regali il 6 dicembre, dando il via a questa antica tradizione.

## Pére Fouettard nella cultura di massa
- Si intitola Le Père Fouettard un episodio della serie televisiva Quai nº 1, trasmesso in Francia nel 1997[8]
- L'enterrement du père Fouettard è il titolo di una canzone di Maxime Le Forestier del 1978.[9]
- Il personaggio compare in alcune tavole di A Babbo morto, Una storia di Natale, libro di Zerocalcare pubblicato nel 2021.